# Lasiopodomys
Lasiopodomys là một chi động vật có vú trong họ Cricetidae, bộ Gặm nhấm. Chi này được Lataste miêu tả năm 1887. Loài điển hình của chi này là Arvicola brandtii Radde, 1861.

## Các loài
Chi này gồm các loài: